# Castro (Roma Antiga)

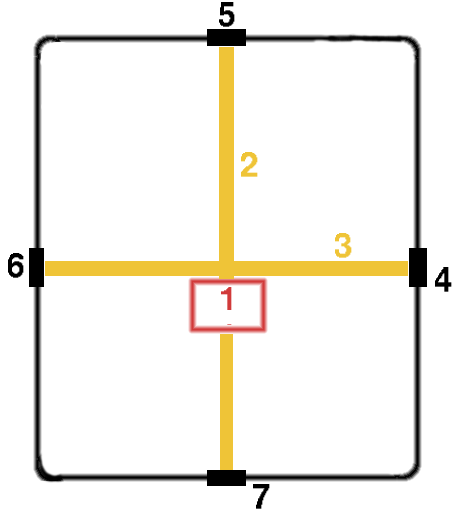
Legenda: 1) Principia; 2) Via Pretória; 3) Via Principal; 4) Porta Principal Direita; 5) Porta Pretoria (porta principal); 6) Porta Principal Esquerda; 7) Porta Decúmana (porta das traseiras)

Castro (em latim: castrum; pl. castra) era um termo utilizado pelos antigos romanos para designar edifícios, ou áreas de terreno reservadas para serem utilizadas pelas legiões romanas como acantonamentos ou posições defensivas. Uma vez que a palavra existe no osco, no úmbrio e no latim, é possível que seja de origem indo-europeia. As designações acampamento romano ou forte romano são formas que um castro podia assumir.
Originalmente, um castro era uma fortificação celta que se assemelhava a um castelo rodeado de uma muralha circular, geralmente no topo de uma colina. Os romanos tomaram de empréstimo o termo para designar seus campos militares, que eram retangulares. Os campos romanos sempre foram edificados conforme um certo modelo, com duas vias principais que se cruzavam: o Cardo Máximo, que se estendia no sentido norte-sul, e o Decúmano Máximo no sentido leste-oeste, o que dividia o terreno em quatro partes iguais. As avenidas acabavam em quatro portais. O fórum era construído na intersecção das duas vias, quase ao centro.
O restante das ruas era traçado paralelamente às duas principais, formando um padrão quadriculado que ainda se utiliza muito nas cidades modernas. Vários povoados na Europa surgiram a partir de campos militares romanos e ainda hoje mostram traços de seus modelos originais (por exemplo, Castres na França e Barcelona na Espanha).
Na República Romana e no Império Romano , a palavra latina 'castrum era um termo relacionado a militares. No uso latino, a forma singular castrum significava ' forte ', enquanto a forma plural castra significava 'acampamento'.As formas singular e plural podem se referir em latim a um edifício ou lote de terra, usado como uma base militar fortificada. No uso inglês, castrum geralmente traduz-se como "forte romano", "acampamento romano" e "fortaleza romana". No entanto, a convenção escolástica tende a traduzir castrum como "forte", "acampamento", "acampamento de marcha" ou "fortaleza".
Os romanos usavam o termo castrum para diferentes tamanhos de acampamentos – incluindo grandes fortalezas legionárias, fortes menores para coortes ou para forças auxiliares, acampamentos temporários e fortes "de marcha"., A forma diminutiva castellum era usada para fortificações, tipicamente ocupadas por um destacamento de uma coorte ou uma centúria .